# Germaican Records
Germaican Records ist ein Plattenlabel aus Leipzig. Es ist das bekannteste Reggae- und Dancehall-Label in Deutschland.

## Geschichte
Germaican Records entstand als Website im Jahr 1999. Diese wurde von dem Produzenten und Selector Leander Topp, besser bekannt unter seinen Künstlernamen Pionear, gegründet, um Eigenproduktionen bekannter zu machen. Als Label fungierte Germaican Records erst zwei Jahre darauf. Das erste Album war ein Riddim-Album, das von Steven Ventura's Celestial Studio produziert wurde. Der sogenannte Bitch Riddim wurde von namhaften Künstlern wie z. B. Elephant Man, Lady Saw oder Kiprich besungen. Der Bitch Riddim war der meistverkaufte Riddim in Deutschland im Jahr 2000. Internationale Bekanntheit erlangte Germaican Records im Jahr 2002 mit dem Song It’s A Pity von Tanya Stephens auf dem Doctor’s Darling Riddim. Dieser wurde von Peter Fox und Pioneer produziert und von der Berliner Band Seeed gespielt. Der Song war acht Wochen lang in den Top Reggae-Charts von Trinidad, Atlanta und New York City. 2003 war der Track auf der Reggae Gold-Compilation von VP Records enthalten, dem meistbeachteten Reggae-Album in dem Jahr. Der Riddim des Songs wurde auch für die Riddim-Serie Riddim Driven von VP Records verwendet. Das war das erste Mal, dass ein Riddim aus deutscher Produktion für eine jamaikanische Riddim-Serie ausgewählt wurde. Ebenfalls 2003 erschien die Single Music Monks der Band Seeed, die 22 Wochen lang auf Platz vier der deutschen Charts war. Der dazugehörige Pharao Riddim wurde u. a. von jamaikanischen Größen wie Sizzla oder T.O.K. besungen, dessen Songs ebenfalls auf Germaican Records erschienen. Im Jahr 2006 entstand mit Germaican Records Polsca das zweite offizielle Sublabel. Zwei Jahre später gründete der Labelbesitzer Pioneer Germaican Digital, das erste digitale Dancehall-Label der Welt. Mittlerweile ist Germaican Records zu einem der wichtigsten Dancehall-Label von Europa geworden.

## Künstler (Auswahl)
- Anthony B
- Capleton
- Dellé
- D-Flame
- Dr. Ring-Ding
- Elephant Man
- Gentleman
- Ill Inspecta
- Gregory Isaacs
- Junior Kelly
- Mr. Vegas
- Nattyflo
- Nosliw
- Lady Saw
- Luciano
- Delly Ranks
- Seeed
- Sizzla
- Tanya Stephens
- T.O.K.
- Ronny Trettmann
- Ward 21